# Jasper (Teksas)
Jasper – miasto w Stanach Zjednoczonych, w stanie Teksas, w hrabstwie Jasper. W 2000 roku liczyło 8 247 mieszkańców.